# Nemo me impune lacessit

Real brasão de Armas da Escócia, onde consta o lema

A frase latina Nemo me impune lacessit (em português "Ninguém me fere impunemente") era o lema oficial do Reino da Escócia, usado no Brasão de armas da Escócia. Atualmente, é o lema do monarca do Reino Unido quando está na Escócia, e aparece também no Brasão de armas do Reino Unido quando empregado na Escócia. Uma tradução mais coloquial ao idioma escocês é "Wha daur meddle wi me?", que poderia ser traduzido como "Quem se atreve a meter-se comigo?"
Essa frase é também o lema da Ordem do Cardo-selvagem, ordem de cavalaria escocesa; dos regimentos escoceses do Exército Britânico, do Regimento Real da Escócia e dos Scots Guards ou Guardas Escoceses. Também era o lema dos antigos regimentos denominados Royal Scots, Royal Highland Fusiliers e Black Watch. Na Austrália, este lema também e empregado pelo Victorian Scottish Regiment, uma companhia de infantaria pertencente ao Royal Victoria Regiment.
A frase aparece também nas moedas de uma libra esterlina cunhadas em 1984 e 1994 na Escócia, e é mencionada no conto de Edgar Allan Poe intitulado "O Barril de Amontillado", provavelmente porque Poe foi adotado por um mercador escocês.

## Possível origem do lema
De acordo com a lenda, o lema referia-se inicialmente à flor do cardo, símbolo da Escócia: durante um ataque surpresa dos dinamarqueses, um dos invasores pisou um cardo e emitiu um grito de dor, alertando assim aos defensores, de sua presença. Posteriormente, o lema expandiu-se por toda Escócia e aos regimentos militares escoceses, que adotaram também o cardo como emblema.
Essa mesma planta é também o símbolo da cidade francesa de Nancy, cujo lema Non inultus premor ("Não posso ser tocado impunemente") remete ao lema escocês.